# Pappenheim
Pappenheim este un oraș din Franconia Mijlocie, landul Bavaria, Germania.

## Galerie de imagini

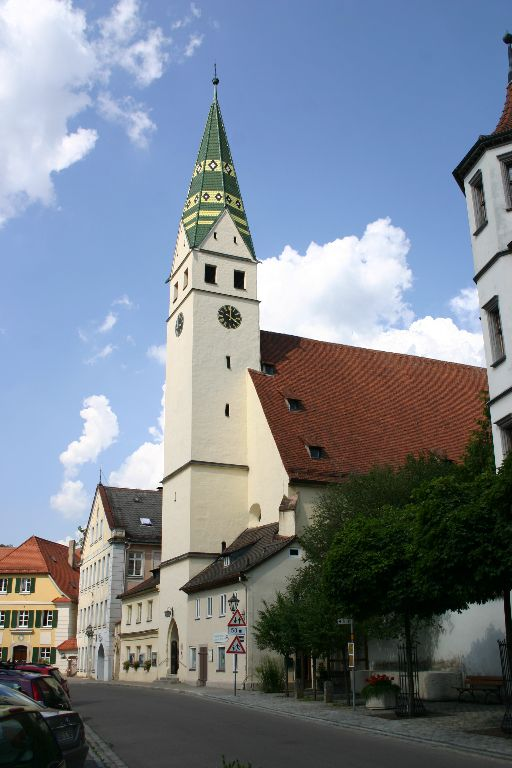
Biserica Sfânta Maria (inițial romano-catolică, apoi luterană)